# Кельтский календарь
Термин кельтский календарь используется для обозначения различных календарей, которые использовались у кельтоязычных народов в различные периоды истории.

## Континентальный кельтский календарь

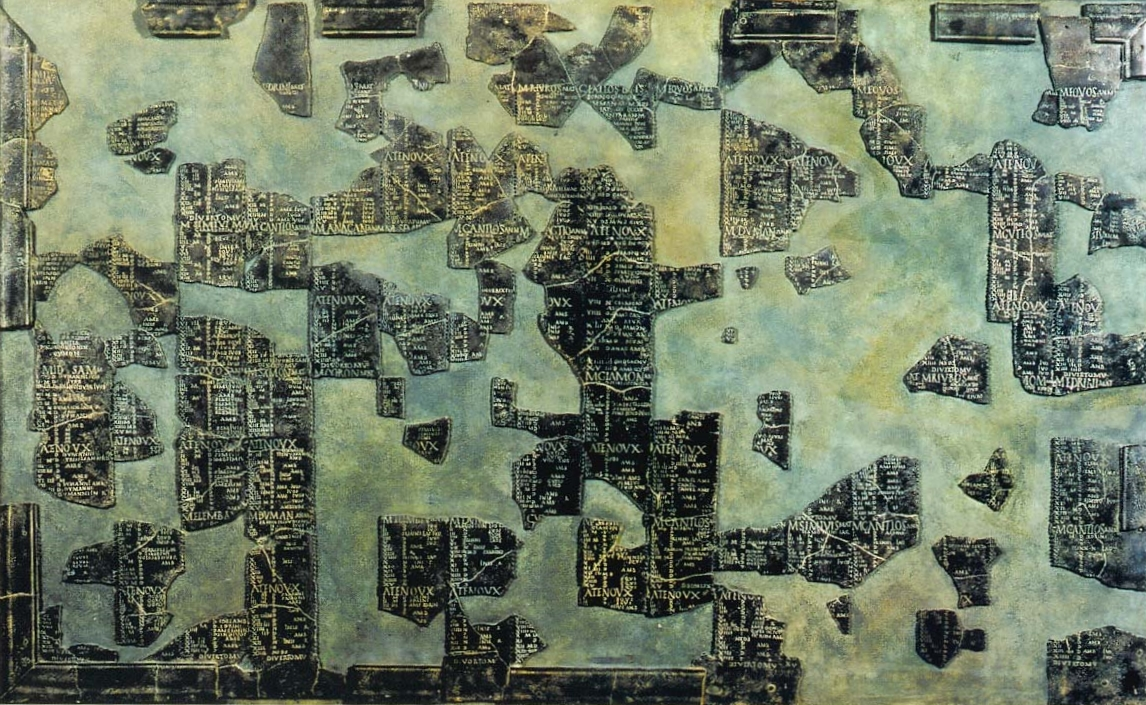
Обзор восстановленной пластины календаря из Колиньи

Галльский календарь из Колиньи, возможно, старейший кельтский солнечный/лунный ритуальный календарь. Его обнаружили в Колиньи во Франции и в настоящее время он является экспонатом во Дворце Искусств Галло-Римского музея, Лион. Календарь датируется первым веком до нашей эры, когда Рим учредил использование юлианского календаря на территории подконтрольной Галлии. Календарь состоит из бронзовых фрагментов, расположенных на одной большой пластине. Он покрыт письменами на галльском, выполненными при помощи латинского алфавита, и использует римские цифры.
Календарь из Колиньи представляет собой попытку согласовать солнечные и лунные циклы, как это сделано в современном григорианском календаре. Тем не менее, в колиньиском календаре считаются важными фазы луны, поэтому каждый месяц начинается с одной и той же лунной фазы. Календарь использует математические методы для синхронизации 12-месячного календаря с Луной путём добавления дополнительного месяца каждые 2 ½ года. Он регистрирует пятилетний цикл из 62 лунных месяцев, разделённых на «тёмный» и «светлый» полумесяцы каждый. Предположительно, месяцы были использованы для того, чтобы каждый раз начинать с новолуния, а тринадцатый месяц, прибавляемый каждые 2 ½ года, для согласования лунных месяцев с солнечным годом.
Астрономический формат, который использует данный календарь, может быть гораздо древнее, чем сам календарь из Колиньи, потому что, как правило, календари ещё более консервативны, чем обряды и культы. Дата его появления неизвестна, но сравнение континентального кельтского и островного кельтского календарей позволяет предположить, что некоторые ранние его формы могут датироваться протокельтскими временами, приблизительно 800-ми годами до н. э. Календарь из Колиньи выполняет комплексную синхронизацию солнечных и лунных месяцев. Сделано ли это из философских или практических соображений неизвестно.

## Календарные термины на кельтских языках
| Термин | Протокельтский | Ирландский     | Гэльский  | Мэнский | Валлийский       | Корнский | Бретонский      |
| Год    | *bl(e)id-anī-  | blian          | bliadhna  | blein   | blwydd, blwyddyn | bledhen  | bloavezh, bloaz |
| Сезон  |                | ráithe, séasúr | ràith     | imbagh  | tymor, pryd      | séson    | koulz-amzer     |
| Зима   | *gajamo        | geimhreadh     | geamhradh | geurey  | gaeaf            | gwaf     | goañv           |
| Весна  | *φerrāko       | earrach        | earrach   | arragh  | gwanwyn          | gwaynten | nevezamzer      |
| Лето   | *samo          | samhradh       | samhradh  | sourey  | haf              | haf      | hañv            |
| Осень  | *kento-gijamo  | fómhar         | foghar    | fouyr   | hydref           | kynyaf   | diskar-amzer    |